# Sant Feliu de Llobregat (Gerichtsbezirk)
Der Gerichtsbezirk Sant Feliu de Llobregat ist einer der 25 Gerichtsbezirke in der Provinz Barcelona.
Der Bezirk umfasst 10 Gemeinden auf einer Fläche von 131,47 km² mit dem Hauptquartier in Sant Feliu de Llobregat.

## Gemeinden
| Gemeinde                               | Einwohner (2024) | Fläche km² | Dichte Einw./km² | Cod INE | Postleitzahl |
| -------------------------------------- | ---------------- | ---------- | ---------------- | ------- | ------------ |
| Cervelló                               | 9.647            | 24,21      | 398              | 08068   | 08758        |
| Corbera de Llobregat                   | 15.726           | 18,31      | 859              | 08072   | 08757        |
| Molins de Rei                          | 26.948           | 15,85      | 1.700            | 08123   | 08750        |
| Pallejà                                | 11.825           | 8,44       | 1.401            | 08157   | 08780        |
| La Palma de Cervelló                   | 3.044            | 5,41       | 563              | 08905   | 08756        |
| El Papiol                              | 4.363            | 8,76       | 498              | 08158   | 08754        |
| Sant Feliu de Llobregat                | 46.554           | 11,94      | 3.899            | 08211   | 08980        |
| Sant Joan Despí                        | 35.083           | 5,58       | 6.287            | 08217   | 08970        |
| Sant Vicenç dels Horts                 | 28.568           | 9,16       | 3.119            | 08263   | 08620        |
| Vallirana                              | 15.985           | 23,81      | 671              | 08295   | 08759        |
| Gerichtsbezirk Sant Feliu de Llobregat | 197.743          | 131,47     | 1.504            | –       | –            |